# Númeno
Númeno ou noúmeno (do grego νοούμενoν) é um objecto ou evento postulado que é conhecido sem a ajuda dos sentidos. Na filosofia antiga, a esfera do númeno é a realidade superior conhecida pela mente filosófica. Também pode ser entendido como a essência de algo, aquilo que faz algo ser o que é. O termo é geralmente usado em contraste ou em relação com fenómeno, que em filosofia se refere ao que aparece aos sentidos, isto é, é um objecto dos sentidos. Platão utilizou esse conceito para se referir ao seu mundo das ideias.
No entanto, este termo é melhor conhecido da filosofia de Immanuel Kant. No kantismo, o númeno é o real tal como existe em si mesmo, de forma independente da perspectiva necessariamente subjetiva em que se dá todo o conhecimento humano; coisa em si (Ding an sich), nômeno, noúmeno (embora possa ser meramente conceituado, por definição é um objeto incognoscível). Por perspectiva subjetiva devemos entender por aquilo que é percebido por um sujeito, portanto númeno é um real que não depende do sujeito para existir, e por isso o conceito de númeno se opõe ao conceito de fenômeno, ou seja, aquilo que é percebido de forma subjetiva. Equivale ao real absoluto independente da percepção humana, ou realidade objetiva, à qual nossos sentidos e razão fazem apenas uma representação. Schopenhauer critica a visão kantiana, acusando-o de ter se apropriado do termo, que se referia para os antigos gregos ao conhecimento abstrato. Kant utiliza a palavra para descrever as "coisas em si mesmas", além de seus fenômenos, o que dá à palavra um significado diferente do original, pois ao invés de conceitos abstratos passam a descrever o mundo exterior.

## Etimologia
Advém do alemão Noumenon, plural noumena, palavra criada pelo filósofo alemão Immanuel Kant (1724-1804), a partir do grego nooúmena usada por Platão ao falar da ideia, propriamente 'aquilo que é pensado, pensamento', neutro plural substantivado de nooúmenos, particípio presente passivo de noéó 'pensar'